# Zełencze
Zełencze (ukr.  Зеленче) – wieś na Ukrainie w rejonie dunajowieckim obwodu chmielnickiego.
Przez króla węgierskiego Władysława Warneńczyka wraz z Paniowcami nadana Piotrowi Kierdejowi.
W 2001 roku liczyła 1370 mieszkańców.